# Crissy Moran
Crissy Moran (Jacksonville, 22 de dezembro de 1975) é uma ex-actriz de filmes pornográficos. Estreou-se em 1999 e atuou no mercado da pornografia até 2006, quando anunciou que dedicaria a Jesus Cristo, abandonando a indústria pornográfica.